# Џупитер (Флорида)
Џупитер (енгл. Jupiter) град је у америчкој савезној држави Флорида. По попису становништва из 2020. у њему је живело 61.047 становника.

## Демографија
Према попису становништва из 2010. у граду је живело 55.156 становника, што је 15.828 (40,2%) становника више него 2000. године.
| Група             | 2000.          | 2010.          |
| Белци             | 35.152 (89,4%) | 45.569 (82,6%) |
| Афроамериканци    | 480 (1,2%)     | 849 (1,5%)     |
| Азијати           | 442 (1,1%)     | 1.105 (2,0%)   |
| Хиспаноамериканци | 2.881 (7,3%)   | 6.994 (12,7%)  |
| Укупно            | 39.328         | 55.156         |